# Alionoctula papuana
Alionoctula papuana is een vleermuis uit het geslacht Alionoctula.

## Kenmerken
A. papuana is een kleine Alionoctula met een korte vacht en een naakte snuit. De kop-romplengte bedraagt 35,5 tot 44,0 mm, de staartlengte 27,5 tot 32,8 mm, de voorarmlengte 26,8 tot 31,8 mm, de lengte van het scheenbeen 11,7 tot 13,6 mm, de oorlengte 9,6 tot 12,1 mm en het gewicht 3,9 tot 5,3 g.

## Verspreiding
Deze soort komt voor op Nieuw-Guinea en de omliggende eilanden Ambon, de Aru-eilanden, Batanta, Biak, Ceram, Dolak, Fergusson, Kairiru, Karkar, de Kei-eilanden, Misool, Nieuw-Ierland, Salawati en Samarai (Indonesië en Papoea-Nieuw-Guinea). Deze soort komt algemeen voor in dorpen.